# Madonna Monti
La Madonna Monti è un dipinto a olio su tavola (83x62 cm) del Romanino, databile al 1516-1517 circa e conservato nella Pinacoteca di Brera di Milano.

## Storia
L'opera si trovava nelle collezioni del cardinale Cesare Monti e arrivò a Brera nel 1895. L'opera era stata donata dal cardinale perché fosse un bene dell'arcivescovado diventando poi oggetto di scambio tra Giuseppe Bertini e il cardinale Andrea Carlo Ferrari. Il colore del manto della Vergine, originariamente blu, si è scurito in seguito all'esposizione a una forte fonte di calore. L'opera è databile al 1516-1517, quando l'artista fece ritorno a Brescia, sua città natale, subito dopo il viaggio a Padova e Venezia in cui l'artista scoprì le novità di Tiziano alla Scuola del Santo. Si conosce una copia autografa dell'opera in collezione privata a Brescia.

## Descrizione e stile
Su uno sfondo scuro, in cui si intravede una tenda discostata, Maria dal gusto palmesco tiene il vivace Bambino, che riprende opere di Tiziano, in equilibrio su un gonfio cuscino, su cui si trova un lenzuolo dai riflessi setosi. La dinamicità della posa, la ricchezza del colore e l'accento sulla plasticità delle figure sono tutti elementi che rimandano all'esempio di Tiziano.